# Servoválvula
Servoválvula é um tipo de válvula direcional hidráulica controlada eletricamente e comandada por pressão, que permite um suprimento progressivo de vazão e pressão do fluido hidráulico para a realização de um trabalho, seja acionando um cilindro hidráulico ou um motor hidráulico.
Esse suprimento, mais preciso do que nas válvulas convencionais, é obtido pela variação gradual da corrente elétrica em um motor de torque que atua sobre um dispositivo chamado flapper. Este, por sua vez, controla com precisão a vazão e pressão do fluído que move o carretel, responsável pelo direcionamento do fluído para as saídas de serviço da válvula. Desta forma, permite uma grande precisão no posicionamento, velocidade, força e pressão do equipamento que está sendo acionado. É muito utilizada em sistemas hidráulicos que exigem esta precisão na operação, como nos controles de voo das aeronaves e na robótica industrial.

## Operação

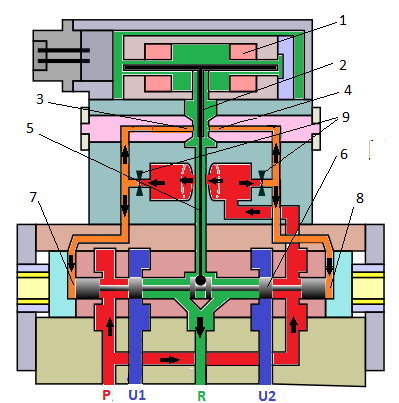
Esquema de operação de uma servoválvula do tipo flapper / nozzle, mostrada na posição neutra.

### Comando
Da entrada principal de pressão da válvula (P), é derivada uma linha de abastecimento que passa pelos restritores (9), seguindo para as câmaras (7) e (8), nas extremidades do carretel (6) e para os nozzel's (injetores) (3) e (4), que direcionam o fluido contra o flapper (2). A válvula em posição neutra, como mostrada na figura, não está recebendo nenhum sinal elétrico no motor de torque [en] (1) e o flapper permanece centralizado, equidistante dos injetores. Nesta condição, há uma equalização na pressão nas câmaras (7) e (8), exercendo forças iguais em ambas as extremidades do carretel. Deste modo, o carretel é mantido centralizado no corpo da válvula, bloqueando a passagem da entrada de pressão (P) para as saídas de utilização (U1) e (U2) e destas para o retorno (R). Quando o motor de torque (1) recebe um sinal variável de corrente elétrica, a posição do flapper (2) é alterada proporcionalmente a esta corrente, deslocando-se para a direita ou para a esquerda, dependendo do comando recebido. Quando o flapper se desloca para a direita, se aproxima do injetor (4) e ao mesmo tempo, se afasta do injetor (3). A área efetiva do fluido injetado no flapper pelo injetor (4) diminui e do injetor (3) aumenta. Isso causa um diferencial de pressão nas câmaras das  extremidades do carretel. Neste caso, a pressão na câmara (8) aumenta em relação à pressão na câmara (7), deslocando o carretel para a esquerda. A entrada de pressão (P) comunica-se com a saída de utilização (U2) e a saída de utilização (U1) comunica-se com a linha de retorno (R). Quando há o comando inverso no motor de torque, deslocando o flapper para a esquerda, o processo também se inverte, aumentando a pressão na câmara (7), em relação à câmara (8), deslocando o carretel para direita e comunicando (P) com (U1) e (U2) com (R).

### Controle

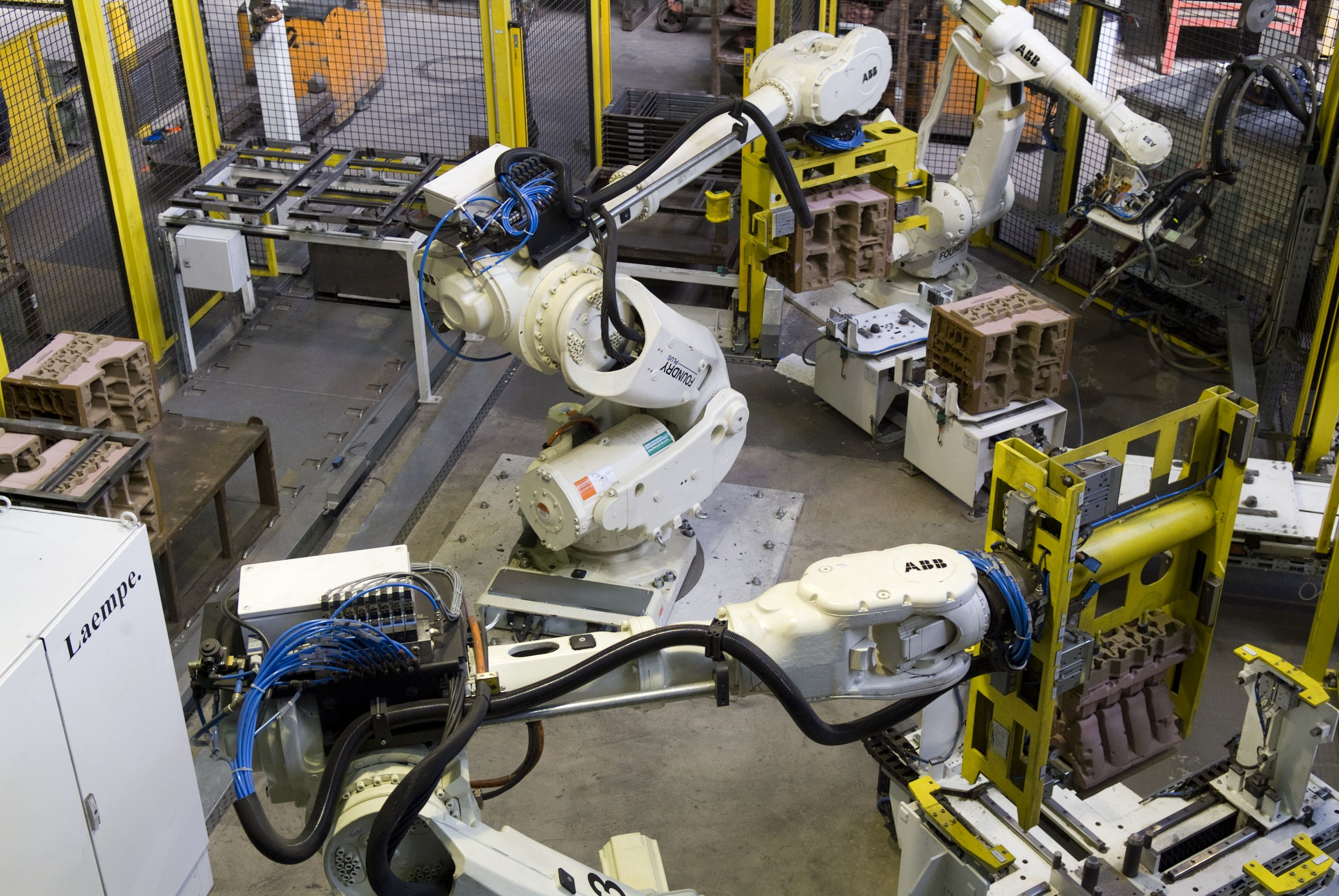
As servoválvulas são muito utilizadas na robótica industrial, que exige grande precisão e controle nas operações.

O movimento do carretel faz com que o sensor de posição (5) também se desloque, aumentando a precisão do movimento do flapper e consequentemente do carretel, havendo assim uma retroalimentação do comando. Há também uma retroalimentação vinda do equipamento acionado (atuador ou motor hidráulico), que converte seu deslocamento, força e torque em tensão elétrica, utilizando transdutores como LVDT, célula de carga e sensor de torque [en], respectivamente. O tipo de transdutor utilizado depende da grandeza a ser controlada no processo. Estes sinais elétricos recebidos do equipamento acionado, são continuamente enviados e comparados pelo controlador do sinal de comando da servoválvula, que automaticamente busca manter nula a diferença entre os sinais de comando e controle. Essa retroalimentação permite que a posição do carretel seja continuamente proporcional ao comando recebido pela válvula, fazendo com que os movimentos do equipamento acionado sejam muito precisos e suaves.

## Tipos de comando docarretel

### Flapper/ injetor (nozzle)
O flapper se desloca para se aproximar ou se afastar de injetores de fluido pressurizado, criando um diferencial de pressão nas câmaras nas extremidades do carretel.

### Tubo injetor (jet pipe)
O motor de torque faz mover um tubo, que direciona um jato de fluido pressurizado para orifícios que se comunicam com cada câmara nas extremidades do carretel, fazendo o diferencial de pressão.